# بین‌الملل ضد برده‌داری
بین‌الملل ضد برده‌داری (انگلیسی: Anti-Slavery International) یک سازمان غیردولتی بین‌المللی و سازمان خیریه و یک گروه لابی‌گری است که مقر آن در بریتانیا قرار دارد.

## پیشینه
سازمان بین‌الملل ضد برده‌داری در سال ۱۸۳۹ پایه‌گذاری شد و یکی از قدیمی‌ترین سازمانهای حقوق‌بشری بین‌المللی است. این سازمان منحصراً علیه برده‌داری و سوءاستفاده‌هایی که در این رابطه می‌شود، فعالیت می‌کند. منشأ این سازمان از عناصر رادیکال یک جامعه ضد برده‌داری دیگر بنام کمیته آژانس جامعه تسکین دهنده و لغو تدریجی برده‌داری در سراسر قلمرو بریتانیا می‌باشد، که تا اندازه قابل ملاحظه‌ای موفق به لغو بردگی در امپراطوری بریتانیا گردید. یک سازمان جانشین بنام جامعه ضد برده‌داری در بریتانیا و خارج آن تشکیل شد که هدف خود را مبارزه با امر برده‌داری در دیگر کشورها قرار داد. در سال ۱۹۹۰ مجدداً تحت عنوان سازمان ضد برده‌داری بین‌المللی شروع به فعالیت کرد، که هدفش مبارزه علیه برده‌داری و سوءاستفاده‌هایی در این زمینه صورت می‌گیرد، می‌باشد. شعار این سازمان مبارزه امروز برای آزادی فردا است. مدیر آن دکتر آیدان مک کواد و سایت www.antislavery.org مربوط به این سازمان است.